# Ligue de diamant 2010 - 800 m féminin
Navigation
2011
Le 800 mètres féminin de la Ligue de Diamant 2010 s'est déroulé du 23 mai au 27 août 2010. La compétition fait successivement étape à Shanghai, Rome, Eugene, Gateshead, Monaco et Londres, la finale se déroulant à Bruxelles. L'épreuve est remportée par la Kényane Janeth Jepkosgei.

## Calendrier
| Date            | Meeting                    | Ville     | Pays        |
| --------------- | -------------------------- | --------- | ----------- |
| 23 mai 2010     | Shanghai Golden Grand Prix | Shanghai  | Chine       |
| 10 juin 2010    | Golden Gala                | Rome      | Italie      |
| 3 juillet 2010  | Prefontaine Classic        | Eugene    | États-Unis  |
| 10 juillet 2010 | Meeting de Gateshead       | Gateshead | Royaume-Uni |
| 22 juillet 2010 | Meeting Herculis           | Monaco    | Monaco      |
| 14 août 2010    | Aviva London Grand Prix    | Londres   | Royaume-Uni |
| 27 août 2010    | Mémorial Van Damme         | Bruxelles | Belgique    |

## Résultats
| Date | Meeting   | 1er                                | 1er   | 2e                                  | 2e    | 3e                                  | 3e    |
| --- | --------- | ---------------------------------- | ----- | ----------------------------------- | ----- | ----------------------------------- | ----- |
| 23 mai 2010 | Shanghai  | Janeth Jepkosgei 2 min 01 s 06     | 4 pts | Jennifer Meadows 2 min 01 s 34      | 2 pts | Kenia Sinclair 2 min 01 s 87        | 1 pt  |
| 10 juin 2010 | Rome      | Halima Hachlaf 1 min 58 s 40 (WL)  | 4 pts | Janeth Jepkosgei 1 min 58 s 85 (SB) | 2 pts | Jennifer Meadows 1 min 58 s 89 (SB) | 1 pt  |
| 3 juillet 2010 | Eugene    | Mariya Savinova 1 min 57 s 56 (WL) | 4 pts | Nancy Langat 1 min 57 s 75 (PB)     | 2 pts | Janeth Jepkosgei 1 min 57 s 84 (PB) | 1 pt  |
| 10 juillet 2010 | Gateshead | Alysia Johnson 1 min 59 s 84       | 4 pts | Halima Hachlaf 2 min 00 s 49        | 2 pts | Yuliya Krevsun 2 min 00 s 67        | 1 pt  |
| 22 juillet 2010 | Monaco    | Alysia Johnson 1 min 57 s 34 (WL)  | 4 pts | Jemma Simpson 1 min 58 s 74 (PB)    | 2 pts | Anna Pierce 1 min 58 s 89 (SB)      | 1 pt  |
| 14 août 2010 | Londres   | Mariya Savinova 1 min 58 s 64      | 4 pts | Janeth Jepkosgei 1 min 59 s 16      | 2 pts | Jemma Simpson 1 min 59 s 26         | 1 pt  |
| 27 août 2010 | Bruxelles | Janeth Jepkosgei 1 min 58 s 82     | 8 pts | Mariya Savinova 1 min 59 s 49       | 4 pts | Caster Semenya 1 min 59 s 65 (PB)   | 2 pts |
| Records et Performances - AR : Record continental (area record) - CR : Record des championnats (championship record) - MR : Record du meeting (meet record) - NR : Record national (national record) - OR : Record olympique (olympic record) - PR : Record paralympique (paralympic record) - PB : Record personnel (personal best) - SB : Meilleure performance personnelle de la saison (season's best) - WL : Meilleure performance mondiale de l'année (world leader) - WJR : Record du monde junior (world junior record) - WR : Record du monde (world record) Circonstances et Conditions - DNF : N'a pas terminé (did not finish) - DNS : N'a pas pris le départ (did not start) - DQ : Disqualification (disqualification) - NM : Aucun essai valable enregistré (No Mark) - Q : Qualifié « directement » au prochain tour (ou à la prochaine compétition), lors d'une compétition majeure, grâce au classement ou à la réalisation des minima (automatic qualifier) - q : Qualifié au prochain tour (ou à la prochaine compétition), lors d'une compétition majeure, grâce au repêchage ou à la réalisation de l'une des meilleures performances parmi celles des « non qualifiés directement » (grâce au meilleur temps ou à la meilleure distance par exemple) (secondary qualifier) |           |                                    |       |                                     |       |                                     |       |

## Classement général
| Rang | Athlète                        | Points |
| ---- | ------------------------------ | ------ |
| 1    | Janeth Jepkosgei               | 17     |
| 2    | Mariya Savinova                | 12     |
| 3    | Alysia Johnson                 | 8      |
| 4    | Halima Hachlaf                 | 6      |
| 5    | Jennifer Meadows Jemma Simpson | 3      |